# Kim Yeonsu
Kim Yeonsu (김연수; nacido en 1970) es un escritor surcoreano.

## Biografía
Kim Yeonsu nació en Gimcheon, provincia de Gyeongsang del Norte en 1970. Se graduó de literatura inglesa en la Universidad Sungkyunkwan. Después de graduarse trabajó como oficinista por el día, traductor por la noche y el tiempo que le quedaba lo usaba para escribir novelas. En 1997 trabajó como periodista para una revista de mujeres, esta experiencia también fue clave en su perspectiva de que la vida diaria es difícil.

## Obra
Kim Yeonsu debutó en 1993 con un poema en la publicación Jakka Segye (Mundo de escritores) y al año siguiente publicó la novela Llevo una máscara (Gamyeon-eul Gariki-myeo Geotgi). Su obra La novia del final del mundo vendió 40 000 unidades en menos de tres meses.
El mundo literario de Kim Yeonsu está determinado por su estudio de humanidades y al mismo tiempo debe mucho al escritor argentino Jorge Luis Borges, cuya influencia es primordial en su primera recopilación de relatos cortos Veinte años. Su admiración por Borges se hace particularmente evidente en las historias La biblioteca de Babel y Diversión, un maestro del recuerdo que a menudo se ven como un homenaje al afamado escritor.
Kim no se contentaba con un lugar a la sombra de los grandes de la literatura. Su tercera novela Adiós, Yi Sang fue recibida como una obra maestra de la imaginación humanista por la crítica. La influencia de Borges sigue estando patente, pero solo en el fondo. La novela, como un todo, cobra vida por el estudio meticuloso y a fondo de Yi Sang, un escritor existencialista coreano de la década de 1930 que produjo algunas de las historias más exóticas y complejas de la literatura coreana. Adiós, Yi Sang trata sobre la verdad y la existencia, además de una definición de la literatura que, según el punto de vista de Kim Yeonsu, no es mutuamente excluyente. "La razón por la que escribo es para encontrar si la verdad existe en el acto de escribir.”
Cuando todavía era un niño, que apareció primero en forma seriada, es una recopilación de historias basadas en su infancia y adolescencia. Aunque está escrita con soltura y emplea un tono mucho más ligero que en Adiós, Yi Sang, las historias en esta recopilación proporcionan otro lugar para explorar la naturaleza de la verdad, que siempre ha sido el foco de interés de Kim Yeonsu.

## Premios
- Premio Dong-in de literatura (2005) por "Cuando todavía era un niño"
- Premio Daesan de literatura (2005) por "Soy un negro"
- Premio Hwang Sun-won de literatura (2007) por "El cómico que fue a la luna"
- Premio Yi Sang de literatura (2009) por "Cinco placeres de los que dan paseos"

## Obras

### Colecciones de relatos
- 《스무살》 (문학동네, 2000), Veinte años
- 《내가 아직 아이였을때》 (문학동네, 2002), Cuando todavía era un niño
- 《나는 유령작가입니다》 (창작과 비평, 2005), Soy un escritor fantasma
- 《세계의 끝 여자친구》 (문학동네, 2009), La novia del fin del mundo

### Novelas
- 《가면을 가리키며 걷기》 (세계사, 1994), Llevo una máscara
- 《7번국도》 (문학동네, 1997), Ruta nacional número 7
- 《꾿빠이 이상》 (문학동네, 2001), Adiós, Yi Sang
- 《사랑이라니, 선영아》 (작가정신, 2003), Te quiero Seonyeong
- 《네가 누구든 얼마나 외롭든》 (문학동네, 2007), No importa quién seas ni cuán solo estés
- 《밤은 노래한다》 (문학과 지성사, 2008), La noche canta
- 《7번국도 REVISITED》(문학동네, 2010), 'Ruta nacional número 7, revisada
- 《원더보이》 (문학동네, 2012), El chico maravilla
- 《파도가 바다의 일이라면》 (자음과모음, 2012), Si las olas son obra del mar